# James Tully
James Tully (ur. 18 września 1915 w Carlanstown, zm. 20 maja 1992) – irlandzki polityk i działacz związkowy, deputowany, w latach 1973–1977 i 1981–1982 minister.

## Życiorys
Urodził się w rodzinie wielodzietnej, miał dziewięcioro rodzeństwa. Kształcił się w St Patrick’s Classical School w Navan. Pracował jako robotnik i pomocnik w sklepie, przez kilka lat służył w wojsku. W drugiej połowie lat 40. został etatowym działaczem związkowym w ramach Federation of Rural Workers, organizacji skupiającej pracowników sektora rolnego. W latach 1954–1973 pełnił funkcję sekretarza generalnego tej federacji. Zaangażował się w działalność polityczną w ramach Partii Pracy. Wchodził w skład rady hrabstwa Meath. W 1951 bez powodzenia kandydował do Dáil Éireann. Mandat deputowanego uzyskał w 1954. Utracił go jednak w 1957, bezskutecznie też startował w wyborach uzupełniających w 1959. Do niższej izby Oireachtas powrócił w 1961. Z powodzeniem ubiegał się o reelekcję w 1965, 1969, 1973, 1977 i 1981. Był przewodniczącym frakcji deputowanych Partii Pracy i zastępcą lidera tego ugrupowania.
Od marca 1973 do lipca 1977 pełnił funkcję ministra do spraw samorządów w rządzie, którym kierował Liam Cosgrave. Od czerwca 1981 do marca 1982 sprawował urząd ministra obrony w gabinecie Garreta FitzGeralda. 6 października 1981 przebywał w Kairze, został ranny w trakcie zamachu na prezydenta Egiptu Anwara as-Sadata. Nie kandydował w wyborach z lutego 1982.

## Życie prywatne
Jego żoną była Mary O’Brien; miał pięcioro dzieci.